# زنبوريات متباينات النمط
زنبوريات متباينات النمط (الاسم العلمي Heterogynaidae)، سلالة صغيرة من زنابير غشائيات الأجنحة مختلف عليها (هناك ثمانية أنواع موصوفة ضمن جنس زنبور متباين النمط). وهي فصيلة متعلقة بوجود نوعان من الإناث في طائفة النحل، ملكة وشغالات مختلفين عن الذكور. توجد في مدغشقر وبوتسوانا وتركمانستان وعمان والإمارات العربية المتحدة ومنطقة شرق البحر الأبيض المتوسط. أغلب الأنواع داكنة اللون وتتراوح في الحجم من 1.5 إلى 5.0 ملم. وقد تم جمع معظم العينات في المناخات القاحلة، ولكن أحدأنواع مدغشقر موئله الغابات الرطبة.